# Olympic
Olympic — чехословацкая и чешская рок-группа, пионеры рок-музыки в ЧССР.
Группа за период существования сменила широкий стилистический диапазон — от бита, блюза и рок-н-ролла до гараж-рока, психоделик-рока и пост-панка, однако её визитной карточкой остаются мелодичные песни с хорошими текстами и аранжировкой. Группу и стилистику её песен нередко сравнивают с The Beatles, The Kinks, The 13th Floor Elevators, The Who, The Rolling Stones и прочими группами, так или иначе имеющими отношение к психоделии и прото-панку 60-х.

## Участники

### Действующие
- Петр Янда (род. 1942) — гитара, вокал (с 1963 года по настоящее время)
- Милан Броум (род. 1951) — бас-гитара, вокал (с 1975 года по настоящее время)
- Мартин Вайгл (род. 1973) — ударные, вокал (с 2013 года по настоящее время)
- Павел Бржезина (род. 1971) — клавишные (с 2020 года по настоящее время)

### Бывшие (по алфавиту)
- Мирослав Берка (1944—1987) — клавишные, акустическая гитара, губная гармоника, вокал (1962—1987)
- Павел Бобек (1937—2013) — вокал (1962—1965)
- Иржи Валента (род. 1959) — клавишные, вокал (1986—2020)
- Мики Волек (1943—1996) — вокал (1962—1966)
- Петр Каплан (1940—2007) — ритм-гитара, вокал (1962—1963)
- Ладислав Кляйн (род. 1944) — ритм-гитара, вокал (1965—1972)
- Яромир Клемпирж (1941—2016) — ионика (1962—1964)
- Иржи Корн (род. 1949) — бас-гитара, вокал (1971—1973)
- Иржи Лаурент (1937—2016) — ритм-гитара, вокал (1963—1965)
- Ян Антонин Пацак (1941—2007) — ударные, губная гармоника, вокал (1965—1971)
- Милан Пероутка (1964—2013) — ударные, вокал (1986—2013)
- Павел Петраш (род. 1945) — бас-гитара, вокал (1974—1975)
- Ивонна Прженосилова (1947—2023) — вокал (1963—1964)
- Милослав Ружек (род. 1937) — саксофон (1962—1965), художественный руководитель группы до 1965 года
- Павел Седлачек (род. 1941) — вокал (1962—1965)
- Йозеф Сметак — контрабас (1962—1965)
- Ян Хаузер (род. 1948) — бас-гитара, вокал (1969—1971)
- Ладислав Хвалковски (1944—2024) — бас-гитара, вокал (1973)
- Петр Хейдук (1949—1995) — ударные, вокал (1971—1985)
- Павел Храстина (1940—2021) — бас-гитара, вокал (1962—1969)
- Франтишек Ринго Чех (род. 1943) — ударные, вокал (1962—1966)

### Временные
- Мартин Кумжак (род. 1966) — клавишные (2000)

## История

### 1960-е. Начало
Группа была образована в 1962 году музыкантом Мирославом Ружеком. Изначально она называлась «Karkulka» (KARlínský KULturní KAbaret — чеш. Карлинское культурное кабаре, также название переводится как Шапочка). Коллектив ориентировался на модные в те годы тенденции бита и эстрадной музыки с элементами джаза.
Через год группа меняет название на «Olympic» и дебютирует 11 ноября в пражском театре «Semafor». Состав группы на тот период был следующим:
- Петр Янда — гитара, вокал
- Иржи Лоран — гитара
- Мирослав Ружек — саксофон
- Мирослав Берка — фортепиано
- Павел Храстина — бас, вокал, автор текстов
- Франтишек Ринго Чех — ударные
- Ян Антонин Пацак — ударные
- Яромир Клемпирж — ионика

В 1965 году в связи с приходом в Чехословакию битломании группа сосредотачивается на бит-музыке. Состав сокращается до уровня секстета (Янда, Берка, Пацак, Храстина, вокалист Мики Волек, гитарист Ладислав Кляйн). В таком составе группа записывает первые песни, которые в через три года составят их дебютный альбом Želva («Черепаха»). Альбом стал прорывом в бит-музыке Чехословакии.
Сразу после выхода альбома Olympic успешно даёт серию концертов во Франции. Французские звукозаписывающие компании предлагают коллективу сотрудничество, но музыканты отдают предпочтение работать на родине. В следующем году группа закрепит успех альбомом Pták Rosomák, после чего басиста Павла Храстину сменит Ян Хаузер.

### 1970-е
Период 1971-79 годов считается не самым успешным в творческой деятельности группы. Всё началось со смены состава (ударника Яна Антонина Пацака сменяет Петр Хейдук, а басиста Яна Хаузера — Иржи Корн). 
В июне 1972 года группу покидает Кляйн. Иржи Корн пробует исполнять в составе коллектива собственные песни. Со временем поняв, что они под концепцию группы не подходят, Корн покидает «Olympic» и начинает сольную карьеру. Его временно заменяют Ладислав Хвалковски (1973) и Павел Петраш (1974-75), уже потом в группе закрепляется Милан Броум.
Ещё с Хвалковским группа записывает альбом Olympic 4, но популярность группы продолжает падать.
Только к 1978-79 годам у группы появляется второе дыхание благодаря двум новым альбомам — дебютному англоязычному альбому Overhead и Marathon.

### 1980-е
В начале восьмидесятых годов группа выпустила трилогию — концептуальные альбомы Prázdniny na Zemi («Каникулы на Земле», 1980), Ulice («Улица», 1981) и Laboratoř («Лаборатория», 1983). Позднее все три альбома были изданы в англоязычных версиях. Начинаются эксперименты со стилями хард-рок и хеви-метал.
В это же время группа временно сотрудничает с поп- и рок-певицей, экс-солисткой рок-группы «Pro-Rock» Петрой Яну, совместно с которой Петр Янда записывает альбом Jedeme dál («Двигаемся дальше», 1984). С певицей у музыкантов группы сохранились с той поры дружеские отношения. Также они принимали участие в различных юбилейных концертах друг друга.
В 1986 году в группе опять происходит смена состава — ударником становится Милан Пероутка. С ним в группе появляется второй клавишник Иржи Валента. Через год умирает Мирослав Берка, однако это обстоятельство не останавливает группу, которая в этом же году отмечает 25-летие.
Последними «тяжёлыми» альбомами коллектива стали Když ti svítí zelená («Когда тебе светит зелёный свет», 1988) и Ó jé («О, да», 1990). После этих двух альбомов группа вернулась к первоначальной стилистике. Элементы хард-рока вернулись в музыку группы только к середине 90-х.

### Настоящее время
В 2012 году группа отметила 50-летие гала-концертом и выпуском коллекции альбомов.
В мае 2013 года после концерта в Карловых Варах умер давний барабанщик группы Милан Пероутка. Группа отменила несколько запланированных концертов. Однако немного позже в составе закрепился молодой барабанщик Мартин Вайгл, продолживший выступать с коллективом на дальнейших концертах.

## Дискография

### Альбомы

#### На чешском языке
- 1967 Želva (Supraphon)
- 1969 Pták Rosomák (Supraphon)
- 1971 Jedeme jedeme (Supraphon)
- 1973 Olympic 4 (Supraphon)
- 1978 Marathon (Supraphon)
- 1980 Prázdniny na Zemi (Supraphon)
- 1981 Ulice (Supraphon)
- 1984 Laboratoř (Supraphon)
- 1985 Kanagom (Supraphon)
- 1986 Bigbít (Supraphon)
- 1988 Když ti svítí zelená (Supraphon)
- 1990 Ó jé (Supraphon)
- 1994 Dávno BEST I.A., a.s.
- 1997 Brejle BEST I.A., a.s.
- 1999 Karavana BEST I.A., a.s.
- 2003 Dám si tě klonovat BEST I.A., a.s.
- 2006 Trilogy (3CD) BEST I.A.
- 2007 Sopka BEST I.A., a.s.
- 2008 Rockové vánoce
- 2011 Back To Love BEST I.A. (ранее неизданный альбом, записанный в 1969 году во Франции)
- 2013 Souhvězdí šílenců (Supraphon)
- 2014 Souhvězdí drsňáků (Supraphon)
- 2015 Petr Hejduk: …ten den!
- 2015 Souhvězdí romantiků (Supraphon)

#### На английском языке
- 1978 Overhead (Artia)
- 1980 Holidays On Earth (Artia)
- 1982 The Street (Artia)
- 1984 Laboratory (Artia)
- 1986 Hidden In Your Mind (Artia)

### Концертные записи
- 1981 Rock’N’Roll (Artia) (также выходила в 1982 году под названием Rokenrol)
- 1983 Olympic v Lucerně (Supraphon)
- 1993 Live — Jak se lítá vzhůru (Monitor)
- 1995 Unplugged BEST I.A., a.s.
- 1997 Ondráš podotýká (Bonton) (архивная запись одного из первых концертов группы в театре Semafor в 1964 году)
- 2006 Trilogy Tour Live BEST I.A.
- 2011 Retro 1 Želva BEST I.A., a.s.
- 2011 Retro 2 Pták Rosomák BEST I.A., a.s.
- 2011 Retro 3 Jedeme jedeme BEST I.A., a.s.
- 2011 Retro 4 Olympic 4 BEST I.A., a.s.
- 2011 Retro 5 Marathón BEST I.A., a.s.
- 2012 Retro 6 Trilogy BEST I.A., a.s.
- 2012 Retro 7 Kanagom, Bigbít BEST I.A., a.s.
- 2012 Retro 8 Když ti svítí zelená, Ó jé BEST I.A., a.s.
- 2012 Retro 9 Dávno, Brejle BEST I.A., a.s.
- 2012 Retro 10 Karavana, Dám si tě klonovat, Sopka BEST I.A., a.s.

### Сборники
- 1972 Handful (Artia)
- 1973 Olympic 1967—1972 (Supraphon)
- 1976 12 nej (Supraphon)
- 1983 Akorát (Supraphon)
- 1987 25 let (Supraphon)
- 1992 Jako za mlada (Supraphon)
- 1993 The Best Of(2CD) (Supraphon)
- 1994 Balady (Supraphon)
- 1995 Singly I (Bonton)
- 1995 Vlak co nikde nestaví (Bonton)
- 1995 Petr Hejduk (Bonton) (сборник песен, которые написал и спел ударник группы Петр Хейдук)
- 1996 Singly I (Bonton)
- 1996 Singly II. (Bonton)
- 1997 Singly III. (Bonton)
- 1997 Singly IV.(Bonton)
- 1998 Singly V. (Bonton)
- 1998 Singly VI.(Bonton)
- 1999 Singly VII. (Sony Music/Bonton)
- 2001 … to nejlepší z Olympicu 1 BEST I.A.
- 2001 … to nejlepší z Olympicu 2 BEST I.A.
- 2004 Stejskání BEST I.A.
- 2006 The Best Of — 43 jasných hitových zpráv (2CD) (Supraphon) (дополненная версия сборника 1993 г.)
- 2010 Rarity (Supraphon)

### Видео
- 1992 Lucerna Live — VHS — BEST I.A., a.s.
- 1995 Unplugged — VHS — BEST I.A., a.s.
- 1997 Prázdniny na Zemi/20 let Olympiku — VHS — BEST I.A., a.s.
- 1997 Ulice/Čtvrtstoletí Olympiku — VHS — BEST I.A., a.s.
- 2002 Olympic slaví 40 let — DVD — BEST I.A., a.s.
- 2003 Olympic 1963/1973 I. díl — DVD — BEST I.A., a.s.
- 2004 Olympic 1973/1983 II. díl — DVD — BEST I.A., a.s.
- 2006 Prázdniny na Zemi, Ulice III. díl — DVD — BEST I.A., a.s.
- 2006 Trilogy Tour Live — DVD — (KPS Media)

## Музыкальные премии
- Премии конкурса «Золотой соловей» — 1981, 1982, 1983
- Премия Grammy и Ceny Melodie — в номинации «Зал славы» (1992)
- Премия конкурса «Чешский соловей» — в номинации «рок-группа» (1996, 1997, 1998)